# Calpocalyx winkleri
Calpocalyx winkleri är en ärtväxtart som först beskrevs av Hermann August Theodor Harms, och fick sitt nu gällande namn av Hermann August Theodor Harms. Calpocalyx winkleri ingår i släktet Calpocalyx och familjen ärtväxter. Inga underarter finns listade i Catalogue of Life.